# Erik Solbakken
Erik Solbakken, född 17 november 1984 i Hemsedal, Norge, är en norsk TV-programledare. Solbakken var en av programledarna i Eurovision Song Contest 2010 som gick av stapeln i Oslo i maj 2010. Han ledde programmet tillsammans med Haddy N'jie och Nadia Hasnaoui.
Tidigare har han lett flera olika barnprogram såsom Barne-TV, Julemorgen och Superkviss. Han har dessutom varit programledare för Barnetimen, ett program för de allra minsta barnen på NRK P2.